# Наполеан, Жувентина
Жувенти́на Наполеа́н (порт. Juventina Napoleão; 22 декабря 1988) — восточнотиморская бегунья на длинные дистанции, марафонка. Участница Олимпийских игр. 

## Карьера
Международную карьеру начала в 2010 году, тренировалась под руководством бывшего бегуна Калишту да Кошты, который выступал в марафоне на Играх в Сиднее. Тогда же выиграла марафон в Дили, показав результат 3:13:05. Через год защитила звание победительницы, улучшив собственное достижение почти на пять минут (3:08.28). 
В 2012 году отказалась от защиты звания победительницы в марафоне Дили и выступила там лишь на полумарафоне, который выиграла с результатом 1:30:51.
В рамках подготовки к Олимпиаде принимала участие в Токийском марафоне 2012 года, который закончила с результатом 3:05:15.
На олимпийских играх заняла 106-е место в марафоне с личным рекордом 3:05:07, на 17 минут опередив ирландку Кайтриону Дженнингс. На церемонии закрытия Олимпиады несла флаг Восточного Тимора.